# Ajé Boschhuizen
Ajé Boschhuizen (1962) is een Nederlands eindredacteur, regisseur en scenarioschrijver, met name van kinderprogramma's.

## Programma's
Ajé Boschhuizen heeft onder andere meegewerkt aan de volgende tv-programma's:
- Sesamstraat - eindredacteur (1999 - 2018), editor
- Sinterklaasjournaal - eindredacteur (2001 - heden), scenarioschrijver (2001 - heden)
- Het Sinterklaasjournaal: De Meezing Moevie - scenarioschrijver (2009)
- Sprookjesboom - scenarioschrijver (2006 - heden)
- Studio Snugger (2014)
- PatsBoemKledderPatsBoemKledder! (2022)

- Gemeinsame Normdatei: 1044804408
- International Standard Name Identifier: 0000 0003 9527 6386
- Nederlandse Thesaurus van Auteursnamen: 216993911
- Virtual International Authority File: 289975948
- WorldCat: E39PBJxrTT9dJ7rXXYdPMj3vpP